# Affare Westland
L'Affare Westland si riferisce alla vendita della Westland Helicopters, l'ultima industria britannica costruttrice di elicotteri, nel periodo 1985–86: la premier britannica Margaret Thatcher e Michael Heseltine, Segretario di Stato per la difesa, entrarono pubblicamente in contrasto in quanto Heseltine era favorevole a una soluzione "europea", che integrava la Westland in un consorzio comprendente la British Aerospace (BAe), la italiana (Agusta) e altre compagnie francesi mentre la Thatcher, insieme a Leon Brittan, Segretario per il Commercio e l'Industria, propendevano verso la scelta di accorpare la Westland con la compagnia statunitense Sikorsky.
Heseltine rifiutò la scelta della Thatcher, accusandola di non volere tenere una discussione ministeriale sul tema e, nel gennaio 1986, diede le dimissioni da Segretario alla Difesa; poco dopo anche Brittan fu costretto alle dimissioni per aver fatto trapelare alla stampa una lettera critica verso Heseltine.

## Storia
Nell'aprile del 1985 Alan Bristow si fece avanti per acquisire la Westland, tuttavia il governo britannico non diede alcuna risposta. Due mesi dopo Bristow ritirò la sua offerta. Nel novembre 1985 Sir John Cuckney, diventato da cinque mesi presidente della Westland, propose di far entrare un nuovo socio di minoranza, con il 29,9% delle azioni. Si fece avanti la Sikorsky, così Cuckney propose che la Westland si fondesse con la United Technologies Corporation di cui la Sikorsky era una sussidiaria. Questo piano industriale trovò la contrarietà di Michael Heseltine, il quale propendeva che la Westland entrasse in un consorzio formato dalla francese Aérospatiale, la tedesca MBB e l'italiana Agusta. Inizialmente il governo britannico era ufficialmente neutrale.
Verso la fine di novembre, Peter Levene, uno dei collaboratori di Heseltine alla Difesa, si incontrò con le controparti europee e con i rappresentanti del consorzio, auspicando la soluzione "europea" e non conveniente la fusione con Siforsky. Avuto la notizia di questo incontro, la premier Thatcher si mostrò contrariata, ritenendo che la soluzione Siforsky fosse migliore.
Nel frattempo la Siforsky fece un'offerta d'acquisto e gli amministratori della Westland erano a favore. Tra il 5 e il 6 dicembre la premier Thatcher ebbe due incontri ad hoc con Heseltine, Brittan, Norman Tebbit, ex Segretario all'Industria e al Commercio, William Whitelaw (Vice Primo Ministro), Geoffrey Howe (Segretario agli Esteri) e Nigel Lawson (Cancelliere dello Scacchiere). Brittan suggerì che l'opzione europea dovesse essere messa da parte, mentre Howe e Tebbit non erano contrari all'idea di Heseltine. La decisione venne delegata al Comitato per gli Affari Economici. Questo incontro si tenne il giorno 9 dicembre; vennero anche invitati Cuckney e un consulente della Westland. Cuckney ribadì ancora una volta che l'opzione Sikorsky era la migliore, tuttavia la maggioranza del Comitato era favorevole a respingere le opposizioni al Consorzio. La premier Thatcher, che si lamentò che si fosse perso tre ore per discutere della capitalizzazione della compagnia, diede a Heseltine solo quattro giorni di tempo per presentare una soluzione europea che fosse praticabile. Heseltine presentò la nuova proposta, ma ancora una volta i vertici della Westland preferirono la soluzione Siforsky. A questo punto Heseltine si aspettava di discuterne in un secondo incontro al Comitato, ma venne cancellato.
Heseltine e la premier ebbero un feroce scambio di battute durante il Consiglio dei Ministri del 12 dicembre riguardo alla presunta cancellazione dell'incontro. La vicenda della Westland non era nell'agenda governativa, così la Thatcher si rifiutò di avviare una discussione in merito. Heseltine chiese che il suo dissenso fosse registrato, cosa poi non fatta. Il 16 dicembre Brittan disse alla Camera dei Comuni che la decisione era di competenza della Westland stessa. Due giorni dopo Heseltine ottenne l'appoggio del Comitato per la Difesa. Il 19 dicembre la questione venne discussa al Consiglio dei Ministri in dieci minuti, dove venne approvata la linea di lasciare la decisione ai vertici della Westland. Heseltine era tenuto di abbandonare la campagna per il consorzio europeo.
Durante il periodo natalizio la Thatcher discusse con i suoi più stretti colleghi dell'eventualità di cacciare Heseltine dal governo.
Agli inizi di gennaio Cuckney, in una missiva indirizzata alla premier, chiese rassicurazioni che da un eventuale accordo con al Siforsky la Westland non sarebbe stata danneggiata nel mercato europeo. La Thatche rispose che il governo avrebbe appoggiato la Westland nel mercato europeo. Heseltine non fu soddisfatto quando vide la bozza di risposta della Thatcher. Si consultò con Patrick Mayhew, all'epoca Avvocato e Procuratore Generale per l'Inghilterra e il Galles, il quale disse che il governo era legalmente responsabile per consigli non corretti. Fornì nuovo materiale in cui indicava i rischi che correva la Westland in caso di perdita del mercato europeo. Quindi Heseltine scrisse a David Home della Lloyds Merchant Banks nel quale indicava che l'accordo con la Siforsky fosse incompatibile con la partecipazione al consorzio europeo. La lettera di Heseltine, che contraddiceva quella della Thatcher a Cuckey, venne pubblicata sul quotidiano The Times. Questo atto venne visto come una sorta di sfida all'autorità della stessa premier.
In seguito Patrick Mayhew replicò a Heseltine, in merito alla corrispondenza avuta con Home. Mayhew notava una certa imprecisione nella lettera a Home, quindi invitando Heseltine a scriverne un'altra. La lettera di rimprovero di Mayhew arrivò a Heseltine nella tarda mattinata del 6 gennaio, venne immediatamente diffusa all'Associated Press da Colette Bowe, una collaboratrice di Brittan.
Nella mattina del 9 gennaio 1986 ci fu un infuocato consiglio dei Ministri, dopo il quale Heseltine annunciò le proprie dimissioni. La carica di Segretario della Difesa venne offerta a George Younger, il quale accettò.
Il 13 gennaio, la premier Thatcher tenne un incontro con alcuni ministri nel quale si decise che Brittan rispondesse alle conclusioni di Heseltine. Davanti alla Camera dei Comuni Heseltine accusò le pressioni di Brittan su Raymond Lygo, amministratore di British Aerospace, di abbandonare il consorzio europeo. Nella replica, Brittan negò di aver ricevuto alcuna lettera da Lygo, però ammise di aver avuto una corrispondenza "privata" con Austin Pearce, presidente della British Aerospace.
Il 15 gennaio si tenne un dibattito alla Camera dei Comuni, nel quale Thatcher replicò a Neil Kinnock, leader del Partito Laburista.
il 21 gennaio Sir Robert Armstrong, Segretario di Gabinetto, fece un'inchiesta sulla fuga di notizie riguardo alla corrispondenza tra Heseltine e Patrick Mayhew e riportò le sue conclusioni alla Premier. Dimostrò che Leon Brittan, tramite la sua collaboratrice Colette Bowe, ebbe un ruolo fondamentale sulla fuga di notizie. Brittan, ormai nell'occhio del ciclone, si prese la colpa per intero, proferendo che la Thatcher non ne sapeva nulla del suo operato. Tuttavia, in una trasmissione televisiva del 1989, The Thatcher Factor, Brittan ammise di aver operato secondo le istruzioni di Charles Powell, Baron Powell e Bernard Ingham, due stretti collaboratori della Thatcher.
Il 23 gennaio la premier dovette fare un discorso in merito all'inchiesta di Armstrong. Il giorno successivo Brittan si dimise da Segretario.
Il 27 gennaio, Il Partito Laburista fece una nuova mozione. In questa occasione Whitelaw, Howe, Wakeham, John Biffen e Douglas Hurd aiutarono la Thatcher a preparare il suo discorso. Ronald Millar, uno dei più stretti collaboratori della Premier, rivedette il discorso.
Neil Kinnock, leader dell'opposizione, fece un discorso scialbo, tanto che Heseltine rimase deluso.